# Catalina Usme
María Catalina Usme Pineda (Marinilla, 25 dicembre 1989) è una calciatrice colombiana, attaccante della nazionale colombiana.

## Carriera

### Club
Dal 2009 gioca nel Formas Íntimas, squadra di calcio femminile con sede a Medellín che deve il nome all'azienda di biancheria intima che ne è proprietaria.
Nel 2011 passa all'Independiente Medellín.
Ritornata in seguito al Formas Íntimas, con la maglia blu e gialla della società ha contribuito alla conquista delle ultime edizioni della Copa Prelibertadores Femenina, rappresentando così la Colombia nella Copa Libertadores de América Femenina.
Con il Formas Íntimas ha giocato la finale del torneo nell'edizione 2013, persa poi per 3-1 con il São José, mentre nell'edizione 2015, pur con la squadra eliminata nella fase a gironi, si laurea capocannoniere del torneo con 8 reti sigliate con due quadriplette, sulle boliviane del San Martín de Porres e sulle peruviane dell'Universitario

### Nazionale
La Federcalcio colombiana (FCF) la convoca per vestire la maglia della nazionale maggiore, inserita in rosa dal selezionatore Ricardo Rozo nella squadra qualificata ai mondiali di Germania 2011. Inserita nel difficile gruppo G con Corea del Nord, Francia e Stati Uniti d'America, la squadra non riesce a vincere alcuna partita venendo eliminata alla fase a gironi.
Le prestazioni offerte in nazionale convincono il ct Rozo a inserirla in rosa anche con la squadra che partecipa al torneo di calcio femminile dei Giochi della XXX Olimpiade di Londra 2012.
Conquistata la qualificazione con il secondo posto all'edizione 2014 della Copa América Femenina, il nuovo selezionatore della nazionale Fabián Felipe Taborda la inserisce in rosa per rappresentare la Colombia nei mondiali del 2015 in Canada, dove nella fase a gironi segna un gol contro la Francia dopo un errore del portiere. Come migliore terza la squadra accede agli ottavi di finale ma incontra gli Stati Uniti, poi vincitori del torneo, che le eliminano con il risultato di 2-0.
Il risultato ottenuto al Campionato sudamericano 2014 garantisce alla squadra anche la partecipazione al torneo di calcio femminile dei Giochi della XXXI Olimpiade di Rio 2016. Taborda la convoca nuovamente in rosa, e durante il torneo riesce a mettersi in luce riuscendo a pareggiare con una doppietta l'incontro del 9 agosto con le avversarie degli Stati Uniti, l'unica partita in cui la Colombia riesce a segnare. Nonostante la sua prestazione anche in questa edizione la Colombia viene eliminata alla fase a gironi.

## Statistiche

### Cronologia presenze e reti in nazionale
| Cronologia completa delle presenze e delle reti in nazionale ― Colombia | Cronologia completa delle presenze e delle reti in nazionale ― Colombia | Cronologia completa delle presenze e delle reti in nazionale ― Colombia | Cronologia completa delle presenze e delle reti in nazionale ― Colombia | Cronologia completa delle presenze e delle reti in nazionale ― Colombia | Cronologia completa delle presenze e delle reti in nazionale ― Colombia | Cronologia completa delle presenze e delle reti in nazionale ― Colombia | Cronologia completa delle presenze e delle reti in nazionale ― Colombia |
| Data                                                                    | Città                                                                   | In casa                                                                 | Risultato                                                               | Ospiti                                                                  | Competizione                                                            | Reti                                                                    | Note                                                                    |
| ----------------------------------------------------------------------- | ----------------------------------------------------------------------- | ----------------------------------------------------------------------- | ----------------------------------------------------------------------- | ----------------------------------------------------------------------- | ----------------------------------------------------------------------- | ----------------------------------------------------------------------- | ----------------------------------------------------------------------- |
| 28-6-2011                                                               | Leverkusen                                                              | Colombia                                                                | 0 – 1                                                                   | Svezia                                                                  | Mondiali 2011 - 1º turno                                                | -                                                                       | 59’                                                                     |
| 2-7-2011                                                                | Sinsheim                                                                | Stati Uniti                                                             | 3 – 0                                                                   | Colombia                                                                | Mondiali 2011 - 1º turno                                                | -                                                                       | 53’                                                                     |
| 18-10-2011                                                              | Zapopan                                                                 | Colombia                                                                | 1 – 0                                                                   | Trinidad e Tobago                                                       | Giochi panamericani 2011 - 1º turno                                     | -                                                                       |                                                                         |
| 20-10-2011                                                              | Zapopan                                                                 | Cile                                                                    | 0 – 1                                                                   | Colombia                                                                | Giochi panamericani 2011 - 1º turno                                     | -                                                                       |                                                                         |
| 22-10-2011                                                              | Zapopan                                                                 | Messico                                                                 | 1 – 0                                                                   | Colombia                                                                | Giochi panamericani 2011 - 1º turno                                     | -                                                                       |                                                                         |
| 25-10-2011                                                              | Zapopan                                                                 | Colombia                                                                | 1 – 2                                                                   | Canada                                                                  | Giochi panamericani 2011 - Semifinale                                   | 1                                                                       |                                                                         |
| 27-10-2011                                                              | Zapopan                                                                 | Colombia                                                                | 0 – 1                                                                   | Messico                                                                 | Giochi panamericani 2011 - Finale                                       | -                                                                       |                                                                         |
| 25-7-2012                                                               | Glasgow                                                                 | Colombia                                                                | 0 – 2                                                                   | Corea del Nord                                                          | Olimpiadi 2012 - 1º turno                                               | -                                                                       |                                                                         |
| 28-7-2012                                                               | Londra                                                                  | Stati Uniti                                                             | 3 – 0                                                                   | Colombia                                                                | Olimpiadi 2012 - 1º turno                                               | -                                                                       |                                                                         |
| 31-7-2012                                                               | Newcastle upon Tyne                                                     | Francia                                                                 | 1 – 0                                                                   | Colombia                                                                | Olimpiadi 2012 - 1º turno                                               | -                                                                       | 45+3’                                                                   |
| 31-5-2015                                                               | Denver                                                                  | Colombia                                                                | 2 – 0                                                                   | Costa Rica                                                              | Amichevole                                                              | 2                                                                       |                                                                         |
| 9-6-2015                                                                | Calgary                                                                 | Colombia                                                                | 1 – 1                                                                   | Messico                                                                 | Mondiali 2015 - 1º turno                                                | -                                                                       | 78’                                                                     |
| 13-6-2015                                                               | Moncton                                                                 | Francia                                                                 | 0 – 2                                                                   | Colombia                                                                | Mondiali 2015 - 1º turno                                                | 1                                                                       | 54’                                                                     |
| 17-6-2015                                                               | Winnipeg                                                                | Inghilterra                                                             | 2 – 1                                                                   | Colombia                                                                | Mondiali 2015 - 1º turno                                                | -                                                                       | 36’ 59’                                                                 |
| 22-6-2015                                                               | Edmonton                                                                | Stati Uniti                                                             | 2 – 0                                                                   | Colombia                                                                | Mondiali 2015 - Ottavi di finale                                        | -                                                                       | 72’                                                                     |
| 11-7-2015                                                               | Vancouver                                                               | Messico                                                                 | 0 – 1                                                                   | Colombia                                                                | Giochi panamericani                                                     | 1                                                                       | 61’                                                                     |
| 15-7-2015                                                               | Saint John's                                                            | Colombia                                                                | 1 – 1                                                                   | Trinidad e Tobago                                                       | Giochi panamericani                                                     | -                                                                       | 58’                                                                     |
| 19-7-2015                                                               | Québec                                                                  | Argentina                                                               | 0 – 2                                                                   | Colombia                                                                | Giochi panamericani                                                     | 1                                                                       | 46’                                                                     |
| 23-7-2015                                                               | Hamilton                                                                | Colombia                                                                | 1 – 0                                                                   | Canada                                                                  | Giochi panamericani                                                     | 1                                                                       | 63’                                                                     |
| 26-7-2015                                                               | Hamilton                                                                | Brasile                                                                 | 4 – 0                                                                   | Colombia                                                                | Giochi panamericani                                                     | -                                                                       | 46’                                                                     |
| 7-4-2016                                                                | Chester                                                                 | Stati Uniti                                                             | 7 – 0                                                                   | Colombia                                                                | Amichevole                                                              | -                                                                       | 87’                                                                     |
| 10-4-2016                                                               | Orlando                                                                 | Canada                                                                  | 3 – 0                                                                   | Colombia                                                                | Amichevole                                                              | -                                                                       | 90+1’                                                                   |
| 3-8-2016                                                                | Salvador                                                                | Francia                                                                 | 4 – 0                                                                   | Colombia                                                                | Olimpiadi 2016 - 1º turno                                               | -                                                                       |                                                                         |
| 6-8-2016                                                                | Belo Horizonte                                                          | Colombia                                                                | 0 – 1                                                                   | Nuova Zelanda                                                           | Olimpiadi 2016 - 1º turno                                               | -                                                                       |                                                                         |
| 9-8-2016                                                                | Manaus                                                                  | Colombia                                                                | 2 – 2                                                                   | Stati Uniti                                                             | Olimpiadi 2016 - 1º turno                                               | 2                                                                       |                                                                         |
| 4-4-2018                                                                | La Serena                                                               | Colombia                                                                | 7 – 0                                                                   | Uruguay                                                                 | Amichevole                                                              | 2                                                                       |                                                                         |
| 6-4-2018                                                                | La Serena                                                               | Cile                                                                    | 1 – 1                                                                   | Colombia                                                                | Coppa America 2018 - 1º turno                                           | 1                                                                       |                                                                         |
| 8-4-2018                                                                | La Serena                                                               | Colombia                                                                | 5 – 1                                                                   | Paraguay                                                                | Coppa America 2018 - 1º turno                                           | 3                                                                       |                                                                         |
| 10-4-2018                                                               | La Serena                                                               | Colombia                                                                | 3 – 0                                                                   | Perù                                                                    | Coppa America 2018 - 1º turno                                           | 1                                                                       |                                                                         |
| 16-4-2018                                                               | La Serena                                                               | Colombia                                                                | 1 – 3                                                                   | Argentina                                                               | Coppa America 2018 - 2º turno                                           | -                                                                       |                                                                         |
| 20-4-2018                                                               | La Serena                                                               | Colombia                                                                | 0 – 0                                                                   | Cile                                                                    | Coppa America 2018 - 2º turno                                           | -                                                                       |                                                                         |
| 23-4-2018                                                               | La Serena                                                               | Brasile                                                                 | 3 – 0                                                                   | Colombia                                                                | Coppa America 2018 - 2º turno                                           | -                                                                       |                                                                         |
| 19-6-2018                                                               | San José                                                                | Costa Rica                                                              | 1 – 0                                                                   | Colombia                                                                | Qual. Mondiali 2019                                                     | -                                                                       |                                                                         |
| 25-6-2018                                                               | Barranquilla                                                            | Colombia                                                                | 3 – 2                                                                   | Venezuela                                                               | Qual. Mondiali 2019                                                     | 1                                                                       |                                                                         |
| 24-7-2018                                                               | Barranquilla                                                            | Colombia                                                                | 1 – 2                                                                   | Giamaica                                                                | Qual. Mondiali 2019                                                     | -                                                                       |                                                                         |
| 20-5-2019                                                               | Santiago del Cile                                                       | Cile                                                                    | 1 – 1                                                                   | Colombia                                                                | Amichevole                                                              | -                                                                       | 90+3’                                                                   |
| 28-7-2019                                                               | Lima                                                                    | Paraguay                                                                | 0 – 0                                                                   | Colombia                                                                | Giochi panamericani                                                     | -                                                                       |                                                                         |
| 31-7-2019                                                               | Lima                                                                    | Giamaica                                                                | 0 – 2                                                                   | Colombia                                                                | Giochi panamericani                                                     | -                                                                       |                                                                         |
| 3-8-2019                                                                | Lima                                                                    | Messico                                                                 | 2 – 2                                                                   | Colombia                                                                | Giochi panamericani                                                     | -                                                                       |                                                                         |
| 6-8-2019                                                                | Lima                                                                    | Costa Rica                                                              | 3 – 4                                                                   | Colombia                                                                | Giochi panamericani                                                     | 1                                                                       |                                                                         |
| 9-8-2019                                                                | Lima                                                                    | Argentina                                                               | 1 – 1 (6 – 7 dtr)                                                       | Colombia                                                                | Giochi panamericani                                                     | 1                                                                       |                                                                         |
| 10-4-2021                                                               | La Paz                                                                  | Bolivia                                                                 | 0 – 1                                                                   | Colombia                                                                | Amichevole                                                              | 1                                                                       |                                                                         |
| 13-4-2021                                                               | Quito                                                                   | Ecuador                                                                 | 0 – 4                                                                   | Colombia                                                                | Amichevole                                                              | 3                                                                       |                                                                         |
| 27-11-2021                                                              | Soledad                                                                 | Colombia                                                                | 3 – 2                                                                   | Uruguay                                                                 | Amichevole                                                              | 2                                                                       | 81’                                                                     |
| 30-11-2021                                                              | Cartagena                                                               | Colombia                                                                | 1 – 0                                                                   | Perù                                                                    | Amichevole                                                              | 1                                                                       | 58’                                                                     |
| 20-2-2022                                                               | Bogotà                                                                  | Colombia                                                                | 2 – 2                                                                   | Argentina                                                               | Amichevole                                                              | 1                                                                       |                                                                         |
| 10-4-2022                                                               | Manizales                                                               | Colombia                                                                | 2 – 2                                                                   | Venezuela                                                               | Amichevole                                                              | -                                                                       |                                                                         |
| 26-6-2022                                                               | Commerce City                                                           | Stati Uniti                                                             | 3 – 0                                                                   | Colombia                                                                | Amichevole                                                              | -                                                                       | 65’                                                                     |
| 29-6-2022                                                               | Sandy                                                                   | Stati Uniti                                                             | 2 – 0                                                                   | Colombia                                                                | Amichevole                                                              | -                                                                       | 73’                                                                     |
| 9-7-2022                                                                | Cali                                                                    | Colombia                                                                | 4 – 2                                                                   | Paraguay                                                                | Coppa America 2022 - 1º turno                                           | -                                                                       | 87’                                                                     |
| 12-7-2022                                                               | Cali                                                                    | Bolivia                                                                 | 0 – 3                                                                   | Colombia                                                                | Coppa America 2022 - 1º turno                                           | 1                                                                       | 90’                                                                     |
| 18-7-2022                                                               | Cali                                                                    | Ecuador                                                                 | 1 – 2                                                                   | Colombia                                                                | Coppa America 2022 - 1º turno                                           | -                                                                       |                                                                         |
| 21-7-2022                                                               | Armenia                                                                 | Colombia                                                                | 4 – 0                                                                   | Cile                                                                    | Coppa America 2022 - Quarti di finale                                   | 1                                                                       |                                                                         |
| 26-7-2022                                                               | Bucaramanga                                                             | Colombia                                                                | 1 – 0                                                                   | Argentina                                                               | Coppa America 2022 - Semifinale                                         | -                                                                       |                                                                         |
| 31-7-2022                                                               | Bucaramanga                                                             | Colombia                                                                | 0 – 1                                                                   | Brasile                                                                 | Coppa America 2022 - Finale                                             | -                                                                       |                                                                         |
| 3-9-2022                                                                | Bogotà                                                                  | Colombia                                                                | 1 – 0                                                                   | Senegal                                                                 | Amichevole                                                              | 1                                                                       | 46’                                                                     |
| 7-9-2022                                                                | Medellín                                                                | Colombia                                                                | 2 – 0                                                                   | Costa Rica                                                              | Amichevole                                                              | 1                                                                       |                                                                         |
| 12-11-2022                                                              | Ibagué                                                                  | Colombia                                                                | 1 – 0                                                                   | Marocco                                                                 | Amichevole                                                              | -                                                                       |                                                                         |
| 15-11-2022                                                              | Popayán                                                                 | Colombia                                                                | 1 – 0                                                                   | Zambia                                                                  | Amichevole                                                              | -                                                                       | 62’                                                                     |
| 15-2-2023                                                               | San José                                                                | Costa Rica                                                              | 1 – 1                                                                   | Colombia                                                                | Amichevole                                                              | -                                                                       |                                                                         |
| 18-2-2023                                                               | León                                                                    | Colombia                                                                | 1 – 0                                                                   | Nigeria                                                                 | Amichevole                                                              | -                                                                       |                                                                         |
| 23-2-2023                                                               | León                                                                    | Messico                                                                 | 1 – 1                                                                   | Colombia                                                                | Amichevole                                                              | 1                                                                       |                                                                         |
| 7-4-2023                                                                | Clermont-Ferrand                                                        | Francia                                                                 | 5 – 2                                                                   | Colombia                                                                | Amichevole                                                              | 1                                                                       |                                                                         |
| 11-4-2023                                                               | Roma                                                                    | Italia                                                                  | 2 – 1                                                                   | Colombia                                                                | Amichevole                                                              | 1                                                                       |                                                                         |
| 18-6-2023                                                               | Panama                                                                  | Panama                                                                  | 0 – 2                                                                   | Colombia                                                                | Amichevole                                                              | 1                                                                       | 46’                                                                     |
| 21-6-2023                                                               | Cali                                                                    | Colombia                                                                | 1 – 1                                                                   | Panama                                                                  | Amichevole                                                              | 1                                                                       |                                                                         |
| 25-7-2023                                                               | Sydney                                                                  | Colombia                                                                | 2 – 0                                                                   | Corea del Sud                                                           | Mondiali 2023 - 1º turno                                                | 1                                                                       |                                                                         |
| 30-7-2023                                                               | Sydney                                                                  | Germania                                                                | 1 – 2                                                                   | Colombia                                                                | Mondiali 2023 - 1º turno                                                | -                                                                       |                                                                         |
| 3-8-2023                                                                | Perth                                                                   | Marocco                                                                 | 1 – 0                                                                   | Colombia                                                                | Mondiali 2023 - 1º turno                                                | -                                                                       |                                                                         |
| 8-8-2023                                                                | Melbourne                                                               | Colombia                                                                | 1 – 0                                                                   | Giamaica                                                                | Mondiali 2023 - Ottavi di finale                                        | 1                                                                       | cap. 90+3’                                                              |
| 12-8-2023                                                               | Sydney                                                                  | Inghilterra                                                             | 2 – 1                                                                   | Colombia                                                                | Mondiali 2023 - Quarti di finale                                        | -                                                                       | cap.                                                                    |
| 2-12-2023                                                               | Bogotà                                                                  | Colombia                                                                | 0 – 0                                                                   | Messico                                                                 | Amichevole                                                              | -                                                                       | cap.                                                                    |
| 5-12-2023                                                               | Bogotà                                                                  | Colombia                                                                | 1 – 0                                                                   | Nuova Zelanda                                                           | Amichevole                                                              | -                                                                       | cap.                                                                    |
| 22-2-2024                                                               | Oakland                                                                 | Panama                                                                  | 0 – 6                                                                   | Colombia                                                                | Gold Cup 2024 - 1º turno                                                | 1                                                                       | cap. 79’                                                                |
| 25-2-2024                                                               | Pasadena                                                                | Colombia                                                                | 0 – 1                                                                   | Brasile                                                                 | Gold Cup 2024 - 1º turno                                                | -                                                                       | cap. 20’                                                                |
| 28-2-2024                                                               | San Diego                                                               | Colombia                                                                | 2 – 0                                                                   | Porto Rico                                                              | Gold Cup 2024 - 1º turno                                                | 1                                                                       | cap. 58’                                                                |
| 4-3-2024                                                                | Los Angeles                                                             | Stati Uniti                                                             | 3 – 0                                                                   | Colombia                                                                | Gold Cup 2024 - Quarti di finale                                        | -                                                                       | cap. 15’                                                                |
| 7-4-2024                                                                | Bogotà                                                                  | Colombia                                                                | 1 – 0                                                                   | Messico                                                                 | Amichevole                                                              | 1                                                                       | cap. 64’                                                                |
| 31-5-2024                                                               | Barquisimeto                                                            | Venezuela                                                               | 0 – 2                                                                   | Colombia                                                                | Amichevole                                                              | -                                                                       | cap.                                                                    |
| 3-6-2024                                                                | Barquisimeto                                                            | Venezuela                                                               | 0 – 3                                                                   | Colombia                                                                | Amichevole                                                              | 1                                                                       | 65’                                                                     |
| 25-7-2024                                                               | Décines-Charpieu                                                        | Francia                                                                 | 3 – 2                                                                   | Colombia                                                                | Olimpiadi 2024 - 1º turno                                               | 1                                                                       |                                                                         |
| 28-7-2024                                                               | Lione                                                                   | Nuova Zelanda                                                           | 0 – 2                                                                   | Colombia                                                                | Olimpiadi 2024 - 1º turno                                               | -                                                                       | cap. 78’                                                                |
| 3-8-2024                                                                | Lione                                                                   | Spagna                                                                  | 2 – 2 dts (4 – 2 dtr)                                                   | Colombia                                                                | Olimpiadi 2024 - Quarti di finale                                       | -                                                                       | cap.                                                                    |
| 26-10-2024                                                              | Medellín                                                                | Colombia                                                                | 1 – 1                                                                   | Brasile                                                                 | Amichevole                                                              | 1                                                                       | cap.                                                                    |
| 29-10-2024                                                              | Salvador                                                                | Brasile                                                                 | 3 – 1                                                                   | Colombia                                                                | Amichevole                                                              | -                                                                       | cap. 58’                                                                |
| 1-12-2024                                                               | Bogotà                                                                  | Colombia                                                                | 1 – 2                                                                   | Argentina                                                               | Amichevole                                                              | 1                                                                       | cap.                                                                    |
| 21-2-2025                                                               | Phoenix                                                                 | Stati Uniti                                                             | 2 – 0                                                                   | Colombia                                                                | Amichevole                                                              | -                                                                       | cap. 82’                                                                |
| 23-2-2025                                                               | Miami Gardens                                                           | Colombia                                                                | 1 – 4                                                                   | Giappone                                                                | Amichevole                                                              | -                                                                       | 67’                                                                     |
| 27-2-2025                                                               | East Rutherford                                                         | Australia                                                               | 1 – 2                                                                   | Colombia                                                                | Amichevole                                                              | 1                                                                       | cap.                                                                    |
| 8-4-2025                                                                | Osaka                                                                   | Giappone                                                                | 6 – 1                                                                   | Colombia                                                                | Amichevole                                                              | -                                                                       | 46’                                                                     |
| 30-5-2025                                                               | Incheon                                                                 | Corea del Sud                                                           | 0 – 1                                                                   | Colombia                                                                | Amichevole                                                              | 1                                                                       | cap.                                                                    |
| 2-6-2025                                                                | Yongin                                                                  | Corea del Sud                                                           | 1 – 1                                                                   | Colombia                                                                | Amichevole                                                              | 1                                                                       | cap.                                                                    |
| 28-6-2025                                                               | Ciudad Juárez                                                           | Messico                                                                 | 0 – 0                                                                   | Colombia                                                                | Amichevole                                                              | -                                                                       | cap.                                                                    |
| 3-7-2025                                                                | Zacatepec de Hidalgo                                                    | Messico                                                                 | 1 – 0                                                                   | Colombia                                                                | Amichevole                                                              | -                                                                       | cap.                                                                    |
| Totale                                                                  |                                                                         | Presenze                                                                | 93                                                                      |                                                                         | Reti                                                                    | 49                                                                      |                                                                         |

## Palmarès

### Club
- Campionato colombiano femminile: 1

América de Cali: 2019

### Nazionale
- Giochi panamericani: 1

Perù 2019

### Individuale
- Capocannoniere della Copa Libertadores de América Femenina: 1

2015 (8 reti)